# Willi Seibert
Willi Seibert, född 17 juni 1908 i Hannover, död 30 mars 1976 i Bremen, var en tysk SS-officer. Han befordrades till SS-Standartenführer (motsvarande överste) i januari 1944.
Seibert var Otto Ohlendorfs ställföreträdare som befälhavare för Einsatzgruppe D, som under andra världskriget begick massmord på sammanlagt 91 728 judar och politruker i södra Ukraina och på Krim.
Vid Einsatzgruppenrättegången i Nürnberg 1947–1948 dömdes Seibert till döden genom hängning, men straffet omvandlades 1951 till 15 års fängelse.